# Битобе, Поль Жереми
Поль Жереми́ Битобе́ (фр. Paul Jérémie Bitaubé; 1732—1808) — французско-прусский священник и поэт, переводчик Гомера («Илиада» в 1764 и «Одиссея» в 1785).

## Биография
Родился в Кёнигсберге в 1732 году, происходил из французского семейства, которое переселилось в Пруссию после отмены Нантского эдикта.
Его первым поэтическим опытом была французская переработка «Илиады», которой он обратил на себя внимание Фридриха Великого, назначившего его членом Берлинской академии и давшего ему средства для окончательной обработки в Париже перевода, появившегося затем вместе с переводом «Одиссеи». Его прозаический перевод Гомера сух и лишён всякой поэзии, но имел большой успех.
Затем он выступил с собственной поэмой «Les Bataves» (Париж, 1797), раньше изданной в Амстердаме (1773) под заглавием «Guillaume de Nassau» («Вильгельм Нассауский»).
Был избран в 1795 году членом Национального института Франции.
Умер в 1808 году в Париже.

## Труды
Сочинения
- Две поэмы в прозе, 1763
- «Examen de la profession de foi du vicaire savoyard», 1763
- «Joseph», поэма в прозе, переиздана в 1767 в Берлине и в 1786 в Париже; может считаться лучшим из его произведений[2].
- «De l’influence des belles-lettres sur la philosophie», 1769
- «Éloge de Corneille» для Руанской академии в 1768, 1775
- «Guillaume de Nassau», 1787; переименовано в «les Bataves» в 1797.
- «Vie de Frédéric II», 1787

Переводы
- Перевод «Илиады» Гомера, первое издание 1764 г., исправленное в 1780 г., затем в 1785 г.
- Перевод «Одиссеи» Гомера, первое издание 1785 года.
- Перевод «Германа и Доротеи» Гёте на французский язык в 1795 году, нов. изд. 1865[2].

Полное собрание сочинений вышло в 1804 году («Oeuvres complètes»; 9 т., Париж). Оно включало:
- тома I—III: «Илиада», 4-е издание;
- IV—VI: «Одиссея», 3-e издание;
- VII: «Жозеф», 7-e издание ;
- VIII: «Батавы», 2-e издание ;
- IX: «Герман и Доротея».